# Liste der Baudenkmäler in Eltmann
Auf dieser Seite sind die Baudenkmäler in der unterfränkischen Stadt Eltmann zusammengestellt. Diese Tabelle ist eine Teilliste der Liste der Baudenkmäler in Bayern. Grundlage ist die Bayerische Denkmalliste, die auf Basis des Bayerischen Denkmalschutzgesetzes vom 1. Oktober 1973 erstmals erstellt wurde und seither durch das Bayerische Landesamt für Denkmalpflege geführt wird. Die folgenden Angaben ersetzen nicht die rechtsverbindliche Auskunft der Denkmalschutzbehörde.

## Ensembles

### Ensemble Mainstraße Eltmann
Die ackerbürgerlichen Anwesen an der Mainstraße (Lage) bilden ein Stadtquartier mit weitgehend einheitlichem biedermeierlichem Erscheinungsbild der ersten Hälfte des 19. Jahrhunderts. Die im Kern meist älteren zweigeschossigen Gebäude prägen in geschlossener, traufseitiger Reihe den Straßenraum. Auf der Ostseite reichen die Dreiseithöfe bis zum ehemaligen Stadtmauerverlauf, wo ihre Scheunen unmittelbar aneinandergrenzen. Im Westen ist die rückwärtige Bebauung etwas heterogener. Die Mainstraße war bis zur Verschiebung der Mainbrücke, die bereits vor 1487 die Fährverbindung über den Fluss ersetzte, der Hauptzugang zur Stadt. Sie wird nach Süden geradlinig in der Schottenstraße weitergeführt und ist über den ansteigenden Steinertsplatz mit dem erhöht liegenden Marktplatz, dem Zentrum des unter Ludwig dem Bayern 1335 mit Stadtrechten ausgestatteten Ortes, verbunden. Umgrenzung: Mainstraße 1–16, Zinkenstraße 1, Brunnenstraße 2. Aktennummer: E-6-74-133-1.

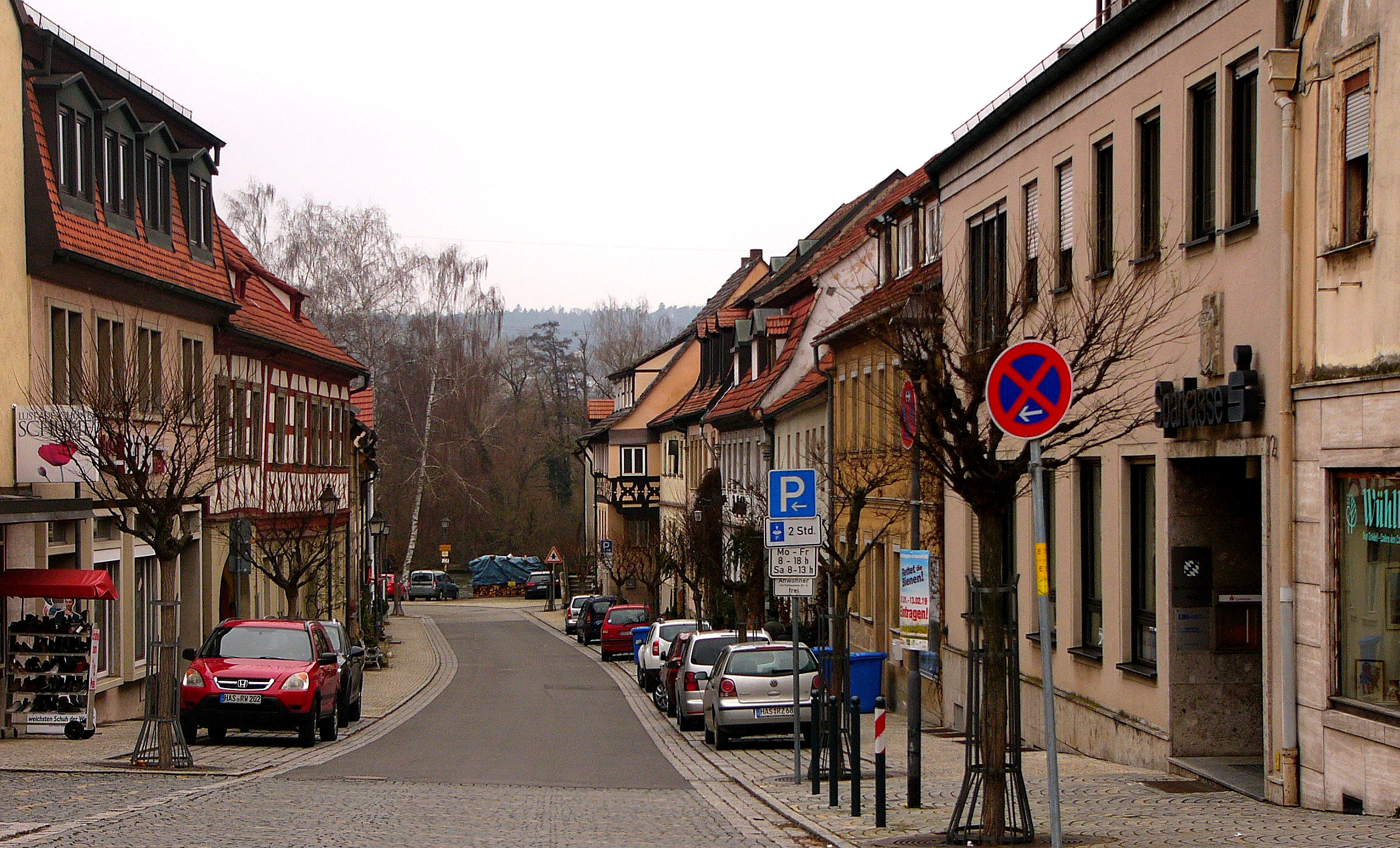
Ensemble Mainstraße

## Stadtmauer
Von der Stadtmauer (Lage)  sind Mauerzüge mit Resten von Schalentürmen erhalten. Sie besteht aus Quader, Bruchstein, Ziegel und Sandstein und ist mittelalterlicher Herkunft. Erhalten sind Abschnitte in der Promenade, Dr.-Georg-Schäfer-Straße, Dr.-Friedrich-Straße/Ecke Maingasse, Alte Mauer.
Aktennummer: D-6-74-133-1.

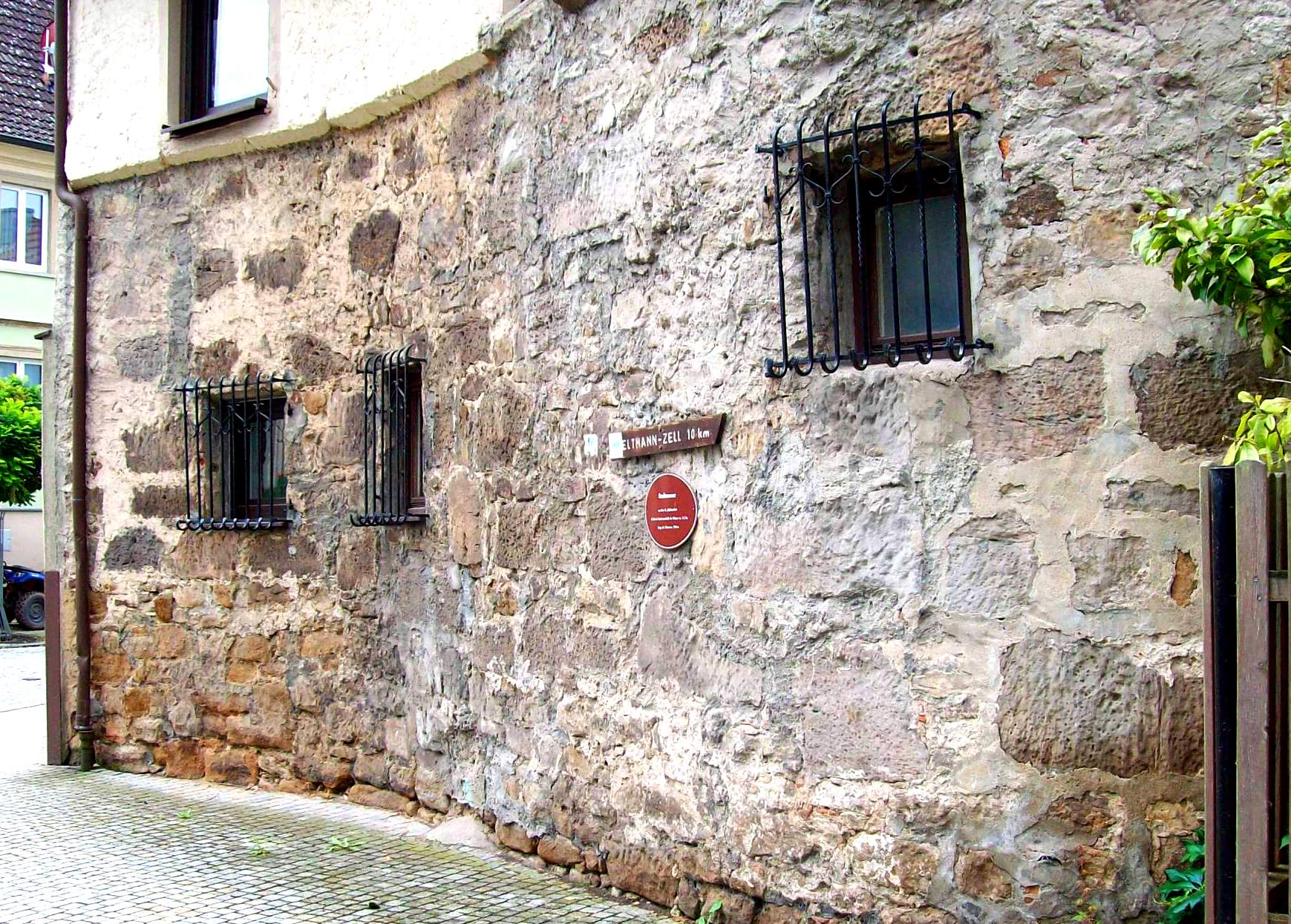
Mainlände
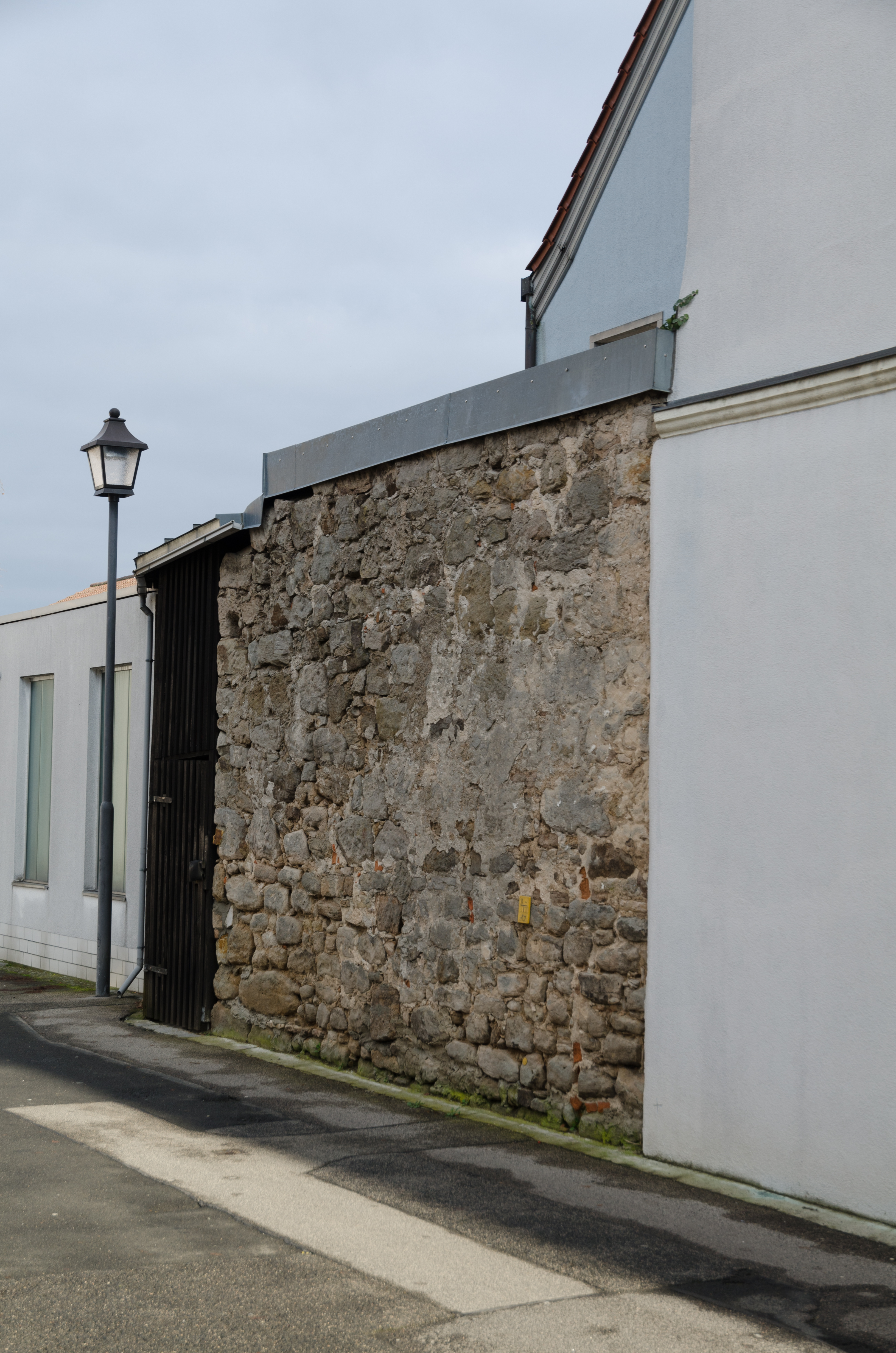
Alte Mauer 5
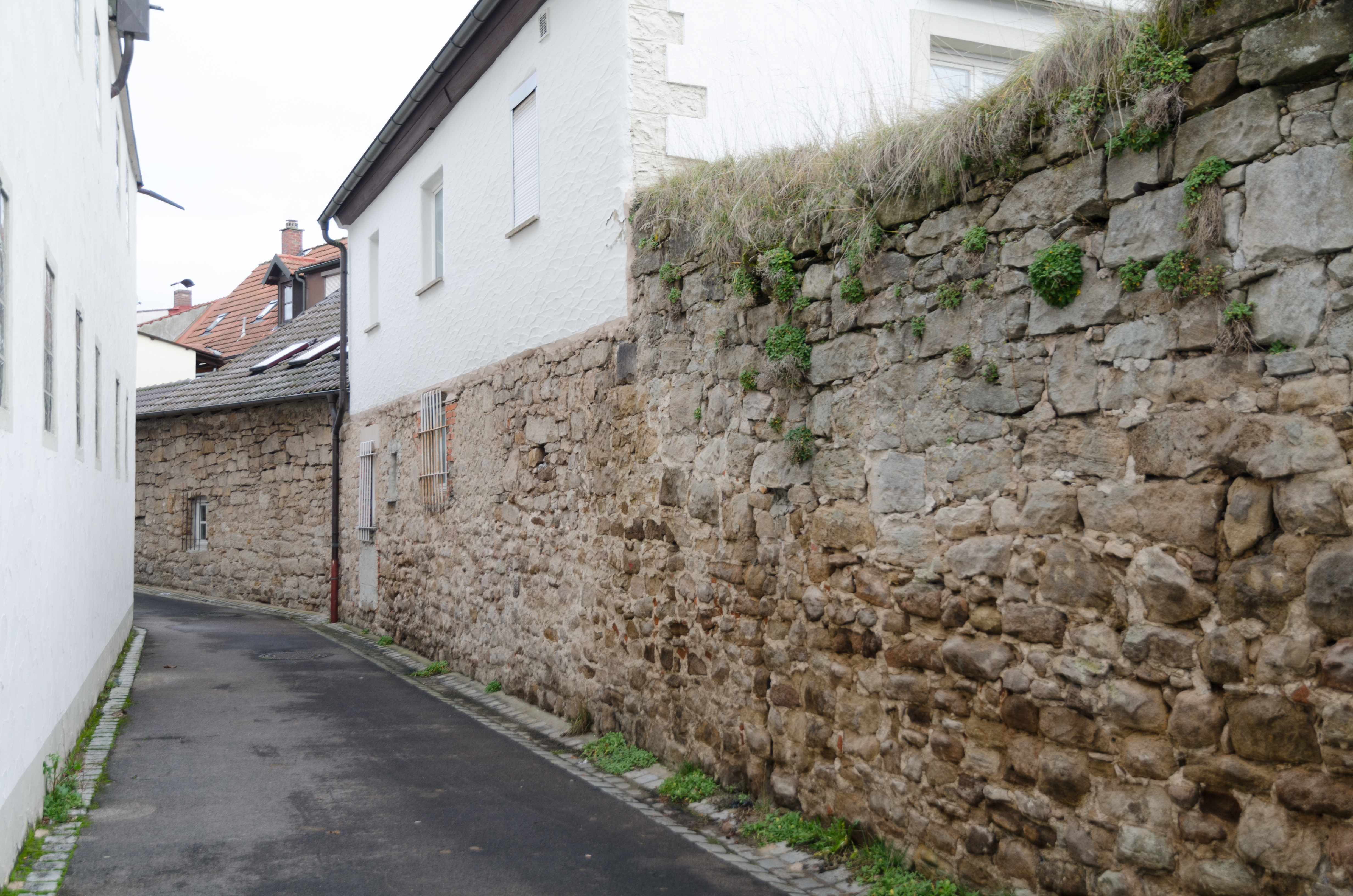
Alte Mauer 16
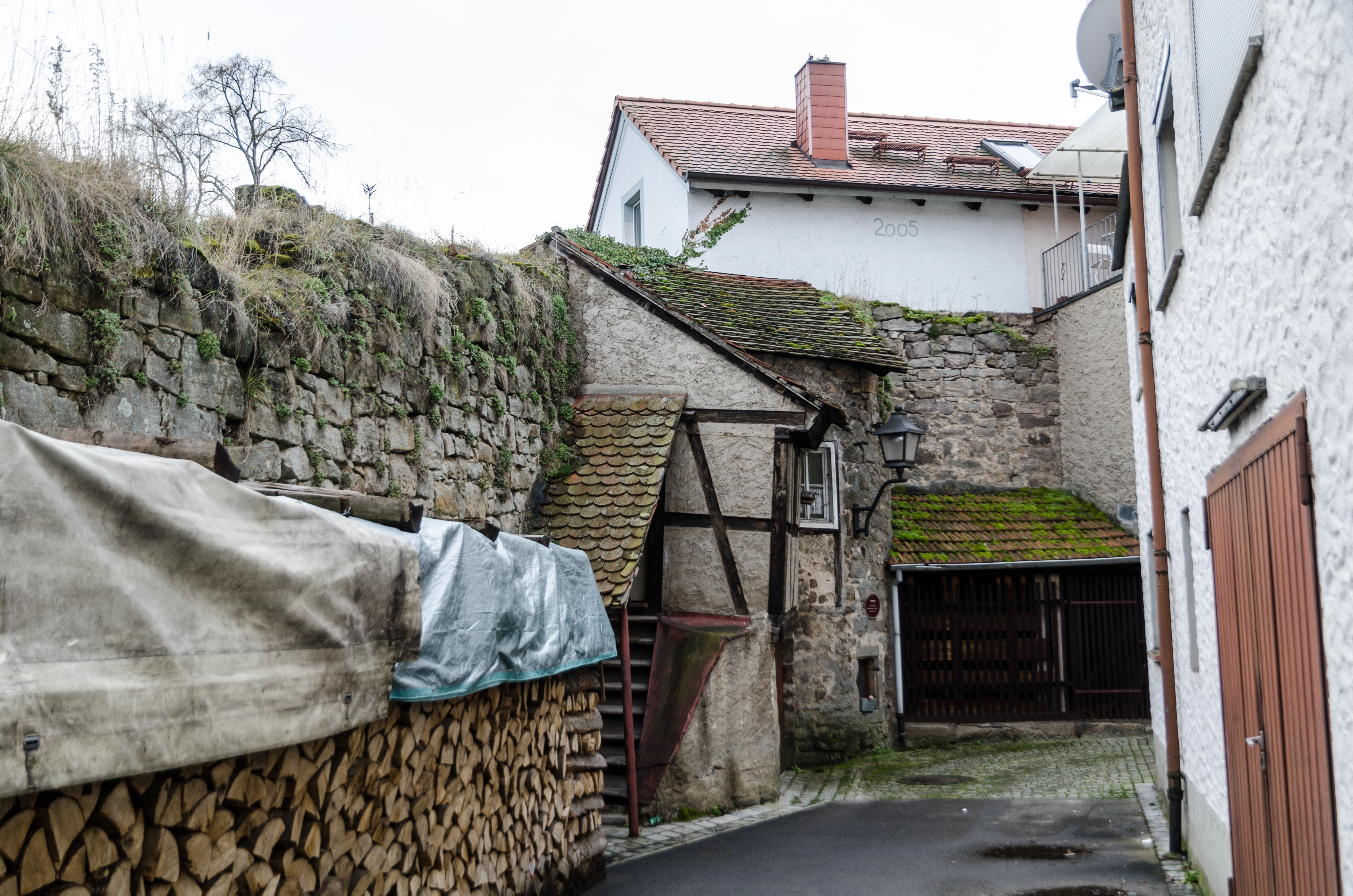
Alte Mauer 25
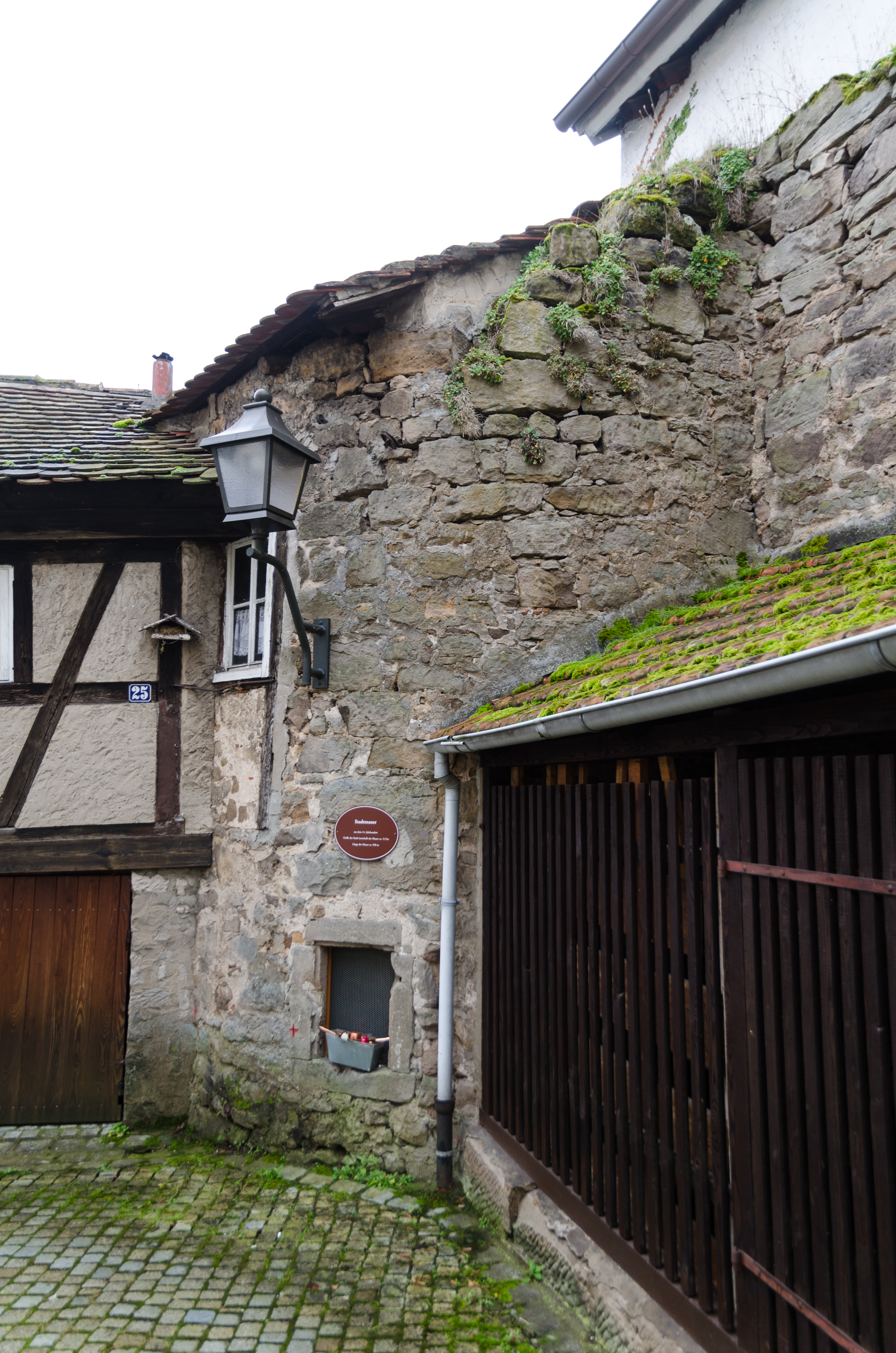
Alte Mauer 25 Rest eines Rundturms
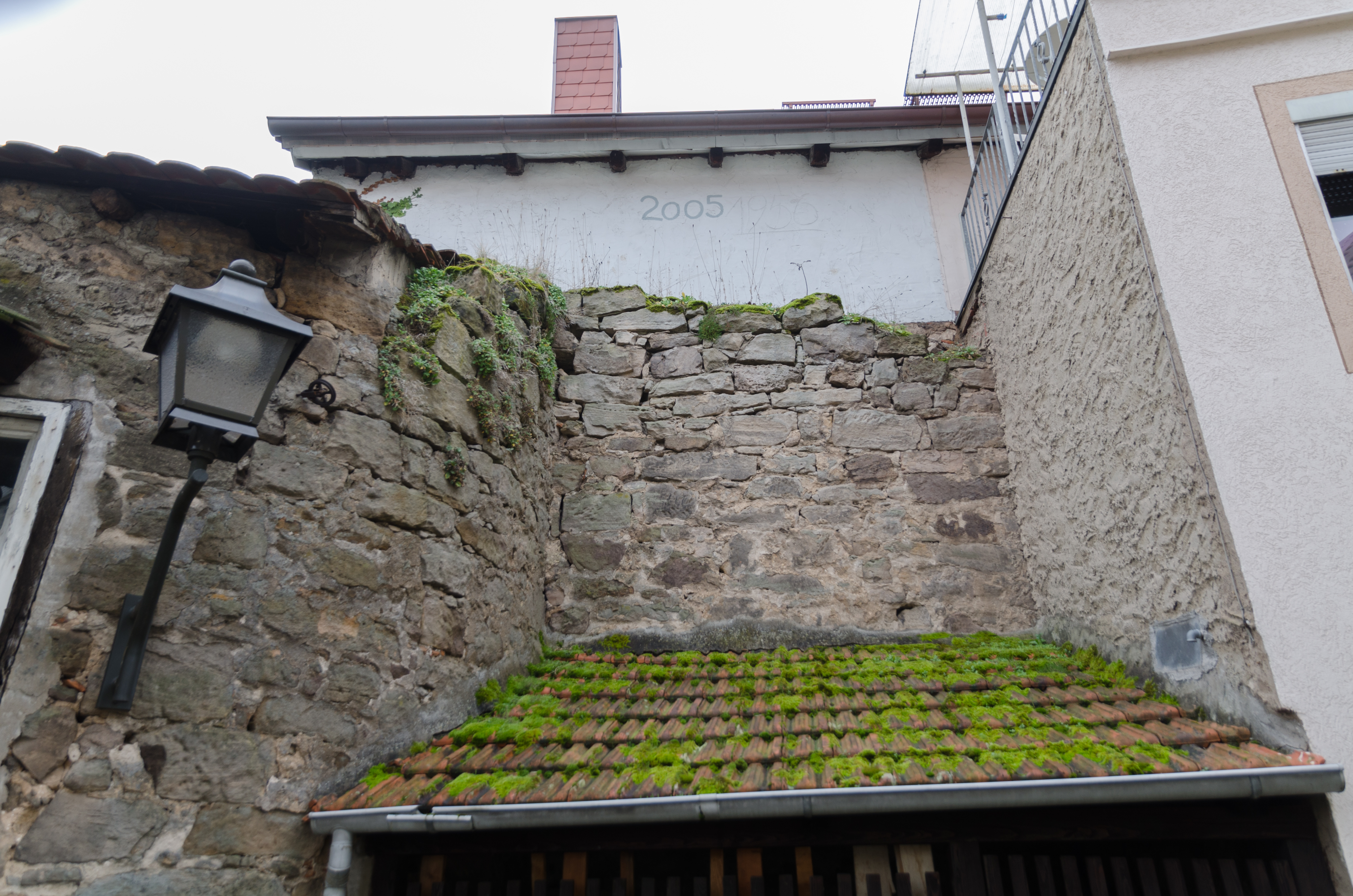
Alte Mauer 25
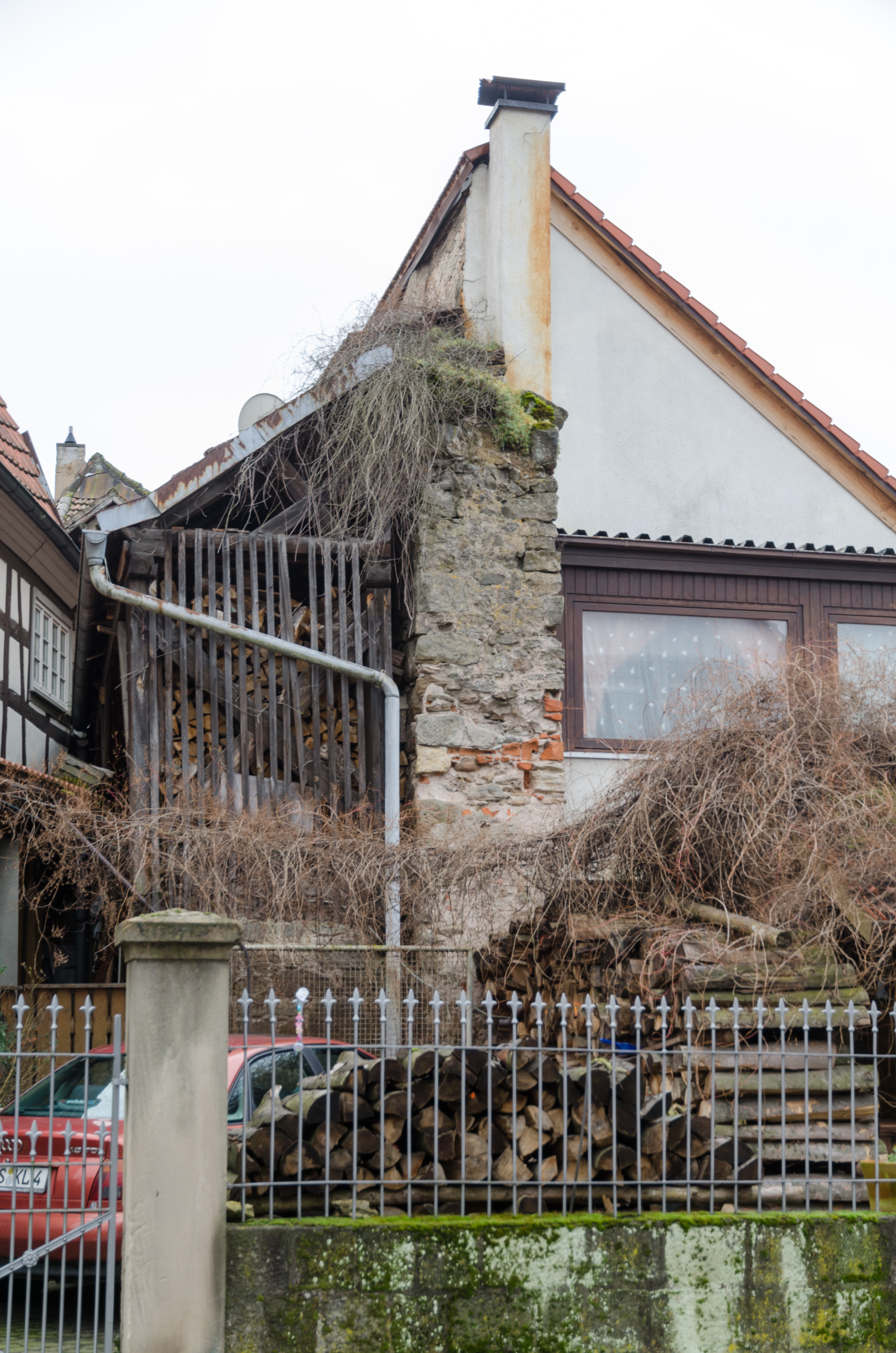
Dr.-Georg-Schäfer-Straße 1

## Baudenkmäler nach Ortsteilen

### Eltmann
| Lage                                                                          | Objekt                                                                         | Beschreibung | Akten-Nr.              | Bild                                                                   |
| ----------------------------------------------------------------------------- | ------------------------------------------------------------------------------ | --- | ---------------------- | ---------------------------------------------------------------------- |
| Am Fichtenbach 10; Am Fichtenbach 9 (Standort)                                | Heilig-Kreuz-Kapelle                                                           | Spätbarocke ovale Anlage mit geschwungenem Dach, Sandsteinquaderbau mit Werksteingliederungen, 1768, Plan Balthasar Neumann zugeschrieben; mit Ausstattung | D-6-74-133-3 Wikidata  | Heilig-Kreuz-Kapelle                                                   |
| Am Fichtenbach 10; Am Fichtenbach 9 (Standort)                                | Friedhof                                                                       | | D-6-74-133-3 Wikidata  | Friedhof                                                               |
| Am Fichtenbach 10; Am Fichtenbach 9 (Standort)                                | Friedhofskreuz                                                                 | 1886 | D-6-74-133-3 Wikidata  | Friedhofskreuz                                                         |
| Aufelder; Bundesstraße 26 am Eschenbacher Wäldchen (Standort)                 | Steinkreuz                                                                     | In lateinischer Form mit Relief eines griechischen Kreuzes und eines Schwertes, Sandstein, wohl zweite Hälfte 14. Jahrhundert | D-6-74-133-54 Wikidata | Steinkreuz                                                             |
| Bamberger Straße 5 (Standort)                                                 | Wohnhaus                                                                       | Zweigeschossiger Walmdachbau mit Treppenhausrisalit, Ziegel mit Sandsteingliederung, schmiedeeiserner Balkon, historistisch, bezeichnet „1900“ | D-6-74-133-86 Wikidata | Wohnhaus                                                               |
| Bamberger Straße 34 (Standort)                                                | Villa                                                                          | Zweigeschossiger Mansardwalmdachbau mit polygonalem Erker und Terrasse mit Balustern, Hausmadonna, reduziert barockisierender Historismus, 1922 von Fritz Fuchsenberger                                                                                         | D-6-74-133-87 Wikidata | Villa                                                                  |
| Brückenstraße 4 (Standort)                                                    | Villa                                                                          | Zweigeschossiger Walmdachbau mit Eckturm und Risaliten mit Zwerchgiebeln in Fachwerk, Sandsteinquader, Neurenaissance, 1900 von Rudolf Hofmann; Remise, eingeschossiger Krüppelwalmdachbau mit Zwerchhaus in Fachwerk, Sandsteinquader, 1900 von Rudolf Hofmann | D-6-74-133-88 Wikidata | Villa                                                                  |
| Brückenstraße 4 (Standort)                                                    | Remise                                                                         | Eingeschossiger Krüppelwalmdachbau mit Zwerchhaus in Fachwerk, Sandsteinquader, 1900 von Rudolf Hofmann | D-6-74-133-88 Wikidata | Remise                                                                 |
| Brückenstraße 4 (Standort)                                                    | Ziergarten                                                                     | Zum Main mit hoher Mauer, Pfeiler mit Satteldächern, teilweise Quadermauer mit Strebepfeilern, zwei Außentore, rustizierte Pfeiler mit Schmiedeeisengitter im Stil des 17. Jahrhunderts, innere Gartenmauer, rustizierter Rundbogen mit Eule, bezeichnet „1921“ | D-6-74-133-88 Wikidata | Ziergarten                                                             |
| Brückenstraße 4 (Standort)                                                    | Pavillon                                                                       | Quadratischer Zeltdachbau mit geohrten Rahmungen in Sandstein, 18. Jahrhundert | D-6-74-133-88 Wikidata | Pavillon                                                               |
| Brunnenstraße 14 (Standort)                                                   | Ackerbürgerhaus                                                                | Zweigeschossiger und traufständiger Satteldachbau mit Hofeinfahrt und Ecklisenen, erste Hälfte 19. Jahrhundert | D-6-74-133-5 Wikidata  | weitere Bilder                                                         |
| Brunnenstraße 18 (Standort)                                                   | Wohnhaus                                                                       | Zweigeschossiger und traufständiger Halbwalmdachbau mit geohrten Rahmungen und Fachwerkobergeschoss, 18. Jahrhundert | D-6-74-133-6 Wikidata  | weitere Bilder                                                         |
| Brunnenstraße 21 (Standort)                                                   | Wohnhaus                                                                       | Zweigeschossiger und traufständiger Halbwalmdachbau in Ecklage, Fachwerkobergeschoss mit geohrten Rahmungen, 18. Jahrhundert | D-6-74-133-7 Wikidata  | weitere Bilder                                                         |
| Dr.-Friedrich-Straße 9 (Standort)                                             | Wohnhaus                                                                       | Dreigeschossiger und traufständiger Frackdachbau mit Fachwerkobergeschossen und geohrten Rahmen, bezeichnet „1752“, im 19./20. Jahrhundert aufgestockt | D-6-74-133-8 Wikidata  | weitere Bilder                                                         |
| Dr.-Friedrich-Straße 12 (Standort)                                            | Ehemalige Schule                                                               | Dreiflügeliger und zweigeschossiger Satteldachbau mit Schweifgiebeln und Dachreiter, Sandsteinquader, renaissancierender Jugendstil, bezeichnet „1904“ | D-6-74-133-89 Wikidata | weitere Bilder                                                         |
| Dr.-Friedrich-Straße 12 (Standort)                                            | Brunnen                                                                        | Brunnenstock Gusseisen, historistisch, um 1870 | D-6-74-133-89 Wikidata | weitere Bilder                                                         |
| Dr.-Georg-Schäfer-Straße 1 (Standort)                                         | Bildstock                                                                      | Säule auf Sockel, Aufsatz mit Dreifaltigkeit und Heiligen, Sandstein, spätbarock, Mitte 18. Jahrhundert | D-6-74-133-19 Wikidata | weitere Bilder                                                         |
| Dr.-Georg-Schäfer-Straße 1 (Standort)                                         | Wohnhaus                                                                       | Zweigeschossiger und giebelständiger Satteldachbau über hohem Kellersockel, mit Fachwerkobergeschoss, 16. Jahrhundert | D-6-74-133-90 Wikidata | weitere Bilder                                                         |
| Galgenleite, unterhalb der Bergkapelle (Standort)                             | Wegkreuz                                                                       | Dreinageltypus auf Inschriftsockel, Sandstein, 1957 | D-6-74-133-56 Wikidata | Wegkreuz                                                               |
| Galgenleite (Standort)                                                        | Bildstock                                                                      | Säulentrommel auf reich gegliedertem Sockel, dreiseitiger Aufsatz mit Kreuzigung und Inschrift, Sandstein, barock, bezeichnet „1678“ | D-6-74-133-20 Wikidata | Bildstock                                                              |
| Galgenleite (Standort)                                                        | Bergkapelle, Kriegergedächtniskapelle für Ersten und Zweiten Weltkrieg         | Zum Maintal geöffnete Kapelle auf parabelförmigen Grundriss in landschaftlich herausgehobener Lage mit offenem Glockenturm, 1953 von Hans Schädel, mit einer Schutzmantelmadonna von Heinrich Söller, und Kreuzweg als Verbindung zur Stadt                     | D-6-74-133-98 Wikidata | Bergkapelle, Kriegergedächtniskapelle für Ersten und Zweiten Weltkrieg |
| Johannes-Nas-Platz 1 (Standort)                                               | Wohnhaus                                                                       | Zweigeschossiger und traufständiger Satteldachbau mit geohrten Rahmungen und prolifiertem Eckpilaster, spätklassizistisch, erste Hälfte 19. Jahrhundert | D-6-74-133-9 Wikidata  | weitere Bilder                                                         |
| Johannes-Nas-Platz 6 (Standort)                                               | Wohnhaus                                                                       | Zweigeschossiger und giebelständiger Satteldachbau mit geohrten Rahmungen und Fachwerkobergeschoss, modern bezeichnet „1649“ | D-6-74-133-10 Wikidata | weitere Bilder                                                         |
| Johannes-Nas-Platz 7 (Standort)                                               | Ölbergkapelle                                                                  | Zweijochiger offener Walmdachbau mit Fialen, Krabben und Kreuzblumen, Sandstein, spätgotisch, 15. Jahrhundert, Figurengruppe, frühes 16. Jahrhundert | D-6-74-133-12 Wikidata | weitere Bilder                                                         |
| Johannes-Nas-Platz 7 (Standort)                                               | Ehemaliges Benefiziatenhaus                                                    | Gestelzter eingeschossiger und giebelständiger Satteldachbau mit Treppengiebel und Werksteingliederungen, neugotisch, zweite Hälfte 19. Jahrhundert (1980 rekonstruiert)                                                                                        | D-6-74-133-11 Wikidata | weitere Bilder                                                         |
| Kleinhenzstraße 9 (Standort)                                                  | Wohnhaus                                                                       | Zweigeschossiger und traufständiger Halbwalmdachbau mit Fußwalm, geohrten Rahmungen und Fachwerkobergeschoss, um 1800 | D-6-74-133-14 Wikidata | weitere Bilder                                                         |
| Kleinhenzstraße 11, Nähe Kleinhenzstraße (Standort)                           | Wohnhaus                                                                       | Zweiteiliger zweigeschossiger und traufständiger Satteldachbau mit Korbbogenfenstern und zwei Toreinfahrten, klassizistisch, erste Hälfte 19. Jahrhundert | D-6-74-133-15 Wikidata | weitere Bilder                                                         |
| Kleinhenzstraße 15 (Standort)                                                 | Wohnhaus                                                                       | Zweigeschossiger und giebelständiger Satteldachbau in Ecklage, mit Fachwerkobergeschoss, 17./18. Jahrhundert | D-6-74-133-16 Wikidata | weitere Bilder                                                         |
| Kleinhenzstraße 17 (Standort)                                                 | Wohnhaus                                                                       | Zweigeschossiger und traufständiger Satteldachbau mit Fachwerkobergeschoss, 18./19. Jahrhundert | D-6-74-133-18          | weitere Bilder                                                         |
| an der Straße nach Limbach (Standort)                                         | Wegkreuz                                                                       | Dreinageltypus und trauernde Maria auf Inschriftsockel mit Kalksteinplatte, Sandstein, 1892, in kleiner Anlage mit Steinpfosten und Schmiedeeisengitter | D-6-74-133-55 Wikidata | Wegkreuz                                                               |
| Mainstraße 3 (Standort)                                                       | Wohnhaus                                                                       | Zweigeschossiger und traufständiger Satteldachbau mit Fachwerkobergeschoss, geohrten Rahmungen und Hofeinfahrt mit Pilastergliederung, bezeichnet „1823“, im Kern älter                                                                                         | D-6-74-133-21 Wikidata | weitere Bilder                                                         |
| Mainstraße 5 (Standort)                                                       | Wohnhaus                                                                       | Zweigeschossiger und traufständiger Satteldachbau, Fassade Sandsteinquader mit Werksteingliederungen, bezeichnet „1851“ | D-6-74-133-22 Wikidata | weitere Bilder                                                         |
| Mainstraße 6 (Standort)                                                       | Neben- und Ökonomiegebäude eines ehem. Ackerbürgerhofs                         | Nordseite Nebengebäude, lang gestreckter zweigeschossiger Fachwerkbau mit einseitig abgewalmtem Satteldach, 1781/82 (dendro.dat.), bez. 1782, im Erdgeschoss teilweise verändert                                                                                | D-6-74-133-23          | BW                                                                     |
| Mainstraße 6 (Standort)                                                       | Neben- und Ökonomiegebäude eines ehem. Ackerbürgerhofs                         | Nordostseite, Scheune, eingeschossiger unterkellerter Satteldachbau 1765/66 (dendro.dat.), Konstruktion verändert | D-6-74-133-23          | weitere Bilder                                                         |
| Alte Mauer 6 (Standort)                                                       | Neben- und Ökonomiegebäude eines ehem. Ackerbürgerhofs                         | Ostseite Scheune, eingeschossiger Satteldachbau mit Hofdurchfahrt, Fachwerk, teils Sandsteinquader, 1464/65 (dendro.dat.) | D-6-74-133-23          | weitere Bilder                                                         |
| Mainstraße 6 (Standort)                                                       | Hausfigur                                                                      | Am Vorderhaus, Pietà, wohl 17. Jahrhundert | D-6-74-133-23 Wikidata | weitere Bilder                                                         |
| Mainstraße 7 (Standort)                                                       | Wohnhaus                                                                       | Zweigeschossiger und traufständiger Satteldachbau mit Hofeinfahrt, geohrten Rahmungen und verputztem Fachwerkobergeschoss, bezeichnet „1823“ | D-6-74-133-24 Wikidata | weitere Bilder                                                         |
| Mainstraße 8 (Standort)                                                       | Gasthaus zum Posthalter                                                        | Zweigeschossiger und traufständiger Mansarddachbau mit Hofeinfahrt, geohrten Rahmungen, Pilastergliederung und klassizistischer Haustür, bezeichnet „1824“ | D-6-74-133-25 Wikidata | weitere Bilder                                                         |
| Mainstraße 9 (Standort)                                                       | Wohnhaus                                                                       | Zweigeschossiger und traufständiger Satteldachbau mit Hofeinfahrt, bezeichnet „1822“ | D-6-74-133-26 Wikidata | weitere Bilder                                                         |
| Mainstraße 10 (Standort)                                                      | Wohnhaus                                                                       | Zweigeschossiger und traufständiger Mansarddachbau mit Hofeinfahrt, geohrten Rahmungen und Eckpilastern, Sandstein, nachbarock, 1830 | D-6-74-133-27 Wikidata | weitere Bilder                                                         |
| Mainstraße 11 (Standort)                                                      | Wohnhaus                                                                       | Zweigeschossiger Walmdachbau mit Hofeinfahrt und geohrten Rahmungen, Sandsteinquader, bezeichnet „1821“ | D-6-74-133-28 Wikidata | weitere Bilder                                                         |
| Mainstraße 12 (Standort)                                                      | Wohnhaus                                                                       | Zweigeschossig und traufständig mit einseitigem Walm und Hofeinfahrt, geohrten Rahmungen und Pilastergliederung, spätbarock, bezeichnet „1811“ | D-6-74-133-29 Wikidata | weitere Bilder                                                         |
| Mainstraße 14 (Standort)                                                      | Wohnhaus                                                                       | Gestelzter zweigeschossiger und traufständiger Satteldachbau mit Fachwerkobergeschoss und seitlicher Hofeinfahrt, 17./18. Jahrhundert | D-6-74-133-30 Wikidata | weitere Bilder                                                         |
| Mainstraße 16 (Standort)                                                      | Wohnhaus                                                                       | Gestelzter zweigeschossiger und traufständiger Satteldachbau in Ecklage, mit Freitreppe, geohrten Rahmungen und Eckpilastern, erste Hälfte 19. Jahrhundert | D-6-74-133-31 Wikidata | weitere Bilder                                                         |
| Marktplatz (Standort)                                                         | Brunnen                                                                        | Rundes Becken auf Stufenunterbau, Brunnenstock mit erneuertem Standbild des heiligen Johann von Nepomuk, Sandstein, 1920er Jahre; wohl anstelle eines Vorgängers aus dem 18. Jahrhundert                                                                        | D-6-74-133-39 Wikidata | weitere Bilder                                                         |
| Marktplatz 1 (Standort)                                                       | Rathaus                                                                        | Zweigeschossiger Walmdachbau mit Mittelrisalit und Ziergiebel, Eckerker über Atlant mit Zwiebelhaube, Figurennische, Werksteingliederungen in Sandstein, historistisch, 1879, nach Entwurf von Jakob Schmitt-Friderich                                          | D-6-74-133-32 Wikidata | weitere Bilder                                                         |
| Marktplatz 4 (Standort)                                                       | Wohnhaus                                                                       | Zweigeschossiger und traufständiger Walmdachbau in Ecklage, mit geohrten Rahmungen in Sandstein und Fachwerkobergeschoss, spätbarock, erste Hälfte 19. Jahrhundert                                                                                              | D-6-74-133-34 Wikidata | weitere Bilder                                                         |
| Marktplatz 7 (Standort)                                                       | Wohnhaus                                                                       | Zweigeschossiger und giebelständiger Halbwalmdachbau in Ecklage, geohrte Rahmungen und Eckpilaster, spätbarock, Ende 18. Jahrhundert, um 1900 um traufständigen Satteldachflügel erweitert                                                                      | D-6-74-133-91 Wikidata | weitere Bilder                                                         |
| Marktplatz 8, 10 (Standort)                                                   | Ehemaliges Wohnhaus, jetzt Teil der Stadthalle                                 | Zweigeschossiger und traufständiger Satteldachbau mit Werksteingliederungen in Sandstein, mit Rundbögen, klassizistisch, um 1850 | D-6-74-133-36 Wikidata | weitere Bilder                                                         |
| Marktplatz 9 (Standort)                                                       | Wohnhaus                                                                       | Zweigeschossiger Walmdachbau in Ecklage über hohem Kellersockel, mit geohrten Rahmungen und Eckpilastern, Sandstein, spätbarock, wohl Ende 18. Jahrhundert | D-6-74-133-35 Wikidata | weitere Bilder                                                         |
| Marktplatz 11 (Standort)                                                      | Brauerei-Gasthof Lammbräu                                                      | Zweigeschossiger und giebelständiger Mansardhalbwalmdachbau mit geohrten Rahmungen und Pilastergliederung, 18. Jahrhundert, Wirtshausschild, Schmiedeeisen, Rokoko, modern bezeichnet „1768“                                                                    | D-6-74-133-37 Wikidata | weitere Bilder                                                         |
| Marktplatz 12 (Standort)                                                      | Katholische Stadtpfarrkirche St. Michael und St. Johannes Baptist              | Saalbau mit eingezogenem Chor, Satteldach, Sandsteinquader, neuromanisch, 1835–1838 nach Plänen Leo von Klenzes, Turm und polygonale Sakristei, spätgotisch, 15. Jahrhundert; mit Ausstattung                                                                   | D-6-74-133-38 Wikidata | weitere Bilder                                                         |
| Marktplatz 12 (Standort)                                                      | Steinfiguren Maria und Erzengel Gabriel                                        | Sandstein, spätgotisch, um 1430 | D-6-74-133-38 Wikidata | Steinfiguren Maria und Erzengel Gabriel                                |
| Nähe Goethestraße, an der Straße nach Trossenfurt (Standort)                  | Tabernakelbildstock                                                            | Sogenannter Heilig-Blut-Bildstock, Gehäuse mit Segmentbogendachung auf Inschriftsockel, Rückwand mit Heiligem-Blut-Wunder von Walldürn, Rokoko, Sandstein, 1752                                                                                                 | D-6-74-133-58 Wikidata | Tabernakelbildstock                                                    |
| Schloßberg 1 (Standort)                                                       | Bergfried                                                                      | Bergfried der 1777 abgebrochenen Wallburg, Rundturm, Buckelquadermauerwerk, Sandstein, frühes 13. Jahrhundert, Umbauten 1840; weitere Reste der Burganlage erkennbar                                                                                            | D-6-74-133-2 Wikidata  | weitere Bilder                                                         |
| Nähe Schloßweg (Standort)                                                     | Wegkreuz, sogenanntes Hahnkreuz                                                | Dreinageltypus auf Inschriftsockel, 1960 von Adolf Thomann, Sockel vielleicht 1866; 300 m östlich der Wallburg | D-6-74-133-53 Wikidata | weitere Bilder                                                         |
| Schottenstraße 1 (Standort)                                                   | Café Sauer                                                                     | Zweigeschossiger und traufständiger Satteldachbau mit Korbbogenfenstern und Eckpilastern, Sandstein, Mitte 19. Jahrhundert | D-6-74-133-42 Wikidata | weitere Bilder                                                         |
| Schottenstraße 3 (Standort)                                                   | Wohn- und Geschäftshaus                                                        | Zweigeschossiger und traufständiger Satteldachbau mit Korbbogenfenstern, Sandsteinquader, Mitte 19. Jahrhundert | D-6-74-133-43 Wikidata | weitere Bilder                                                         |
| Schottenstraße 4 (Standort)                                                   | Wohnhaus                                                                       | Zweigeschossiger und traufständiger Satteldachbau mit Hofeinfahrt und Pilastergliederung, Sandstein, nachbarock, erste Hälfte 19. Jahrhundert | D-6-74-133-44 Wikidata | weitere Bilder                                                         |
| Schottenstraße 4 (Standort)                                                   | Mikwe                                                                          | Mit Wasserrinne, 18./19. Jahrhundert | D-6-74-133-44 Wikidata | Mikwe                                                                  |
| Schottenstraße 6 (Standort)                                                   | Wohnhaus                                                                       | Zweigeschossiger und traufständiger Satteldachbau mit Hofeinfahrt, geohrten Rahmungen und Pilastergliederung, nachbarock, bezeichnet „1831“ | D-6-74-133-45 Wikidata | weitere Bilder                                                         |
| Schottenstraße 9 (Standort)                                                   | Wohnhaus                                                                       | Zweigeschossiger und traufständiger Mansarddachbau mit Hofeinfahrt, geohrten Rahmungen und Pilastergliederung, nachbarock, bezeichnet „1834“ | D-6-74-133-46 Wikidata | weitere Bilder                                                         |
| Schottenstraße 13 (Standort)                                                  | Marien-Apotheke                                                                | Zweigeschossiger und traufständiger Mansarddachbau mit Hofeinfahrt und Portal mit Giebelauszug und Marienfigur, Sandstein, barock, bezeichnet „1721“ | D-6-74-133-47 Wikidata | weitere Bilder                                                         |
| Schottenstraße 20 (Standort)                                                  | Wohnhaus                                                                       | Zweigeschossiger Halbwalmdachbau in Ecklage, mit geohrten Rahmungen in Sandstein und Fachwerkobergeschoss, um 1800 | D-6-74-133-49 Wikidata | weitere Bilder                                                         |
| Staatsstraße 2274; an der Straße nach Trossenfurt, Kalchöfer Wiese (Standort) | Steinkreuz                                                                     | Sogenannter Cent-Grenzstein, griechische Form, Sandstein, wohl Anfang 14. Jahrhundert | D-6-74-133-57 Wikidata | Steinkreuz                                                             |
| Zinkenstraße 1 (Standort)                                                     | Bauinschrift mit Wappen                                                        | Sandstein, bezeichnet „1717“, Hausfigur zur Mainstraße Pietà, Sandstein, wohl 16. Jahrhundert; vergleiche Ensemble Mainstraße | D-6-74-133-50 Wikidata | Bauinschrift mit Wappen                                                |
| Zinkenstraße 1 (Standort)                                                     | Gedenktafel für den hier geborenen Pädagogen Johann Baptist Graser (1766–1841) | Spätklassizistisch, Gusseisen, um 1850 | D-6-74-133-50 Wikidata | weitere Bilder                                                         |
| Zinkenstraße 2 (Standort)                                                     | Gasthof Weißes Kreuz                                                           | Zweigeschossiger und traufständiger Satteldachbau mit Fachwerkobergeschoss, Giebel zur Schottenstraße massiv, mit geohrten Rahmungen in Sandstein, um 1700–19. Jahrhundert, westlich Scheune mit Satteldach und Fachwerkobergeschoss, 19. Jahrhundert           | D-6-74-133-51 Wikidata | weitere Bilder                                                         |
| Zinkenstraße 3 (Standort)                                                     | Wohnhaus                                                                       | Zweigeschossiger und traufständiger Halbwalmdachbau in Ecklage, mit Eckpilastern und Fachwerkobergeschoss, 18. Jahrhundert | D-6-74-133-52 Wikidata | weitere Bilder                                                         |

### Dippach am Main
| Lage                                                        | Objekt                                             | Beschreibung | Akten-Nr.               | Bild           |
| ----------------------------------------------------------- | -------------------------------------------------- | --- | ----------------------- | -------------- |
| Am Greusenhof 1 (Standort)                                  | Wohnhaus                                           | Sogenannter Greusenhof, zweigeschossiger Walmdachbau, Erdgeschoss massiv mit geohrten Rahmungen, Obergeschoss mit Zierfachwerk, 18. Jahrhundert                                     | D-6-74-133-59 Wikidata  | weitere Bilder |
| Am Greusenhof 2 (Standort)                                  | Wohnhaus                                           | Zweigeschossiger Mansardwalmdachbau mit Eckpilastern und Wappenrelief der Heinrichen von Grassmannsdorf, Sandstein, spätbarock, 1744                                                | D-6-74-133-60 Wikidata  | weitere Bilder |
| Am Mühlbach 2 (Standort)                                    | Wohnhaus                                           | Zweigeschossiger und traufständiger Satteldachbau mit geohrten Rahmungen in Sandstein und Fachwerkobergeschoss, Remisenanbau mit Fachwerkobergeschoss und Walmdach, 18. Jahrhundert | D-6-74-133-61 Wikidata  | weitere Bilder |
| Angerweg 1 (Standort)                                       | Katholische Filialkirche Heiliges Kreuz Auffindung | Saalbau mit Walmdach und Dachreiter mit Spitzhelm, Sandsteinquader mit Schieferdeckung, neugotisch, um 1870; mit Ausstattung                                                        | D-6-74-133-63 Wikidata  | weitere Bilder |
| Au, am Weg zum Main ca. 300 m nördlich des Ortes (Standort) | Kriegerdenkmal                                     | Kruzifix mit Dreinageltypus auf Inschriftsockel, Sandstein, 1946 | D-6-74-133-97 Wikidata  | BW             |
| Kreuzsteige (Standort)                                      | Wegkreuz                                           | Mit Inschriftsockel, Sandstein, neugotisch, bezeichnet „1849“; Corpus jünger | D-6-74-133-62 Wikidata  | Wegkreuz       |
| Vordere Steige 2 (Standort)                                 | Friedhofskreuz                                     | Akanthusbekrönter Sockel mit Inschrift in spitzbogiger Nische zwischen gedrungenen Säulen, Kruzifix mit gerundeten Balkenenden, historistischer Korpus, Sandstein, um 1875          | D-6-74-133-115 Wikidata | Friedhofskreuz |

### Eschenbach
| Lage                           | Objekt             | Beschreibung | Akten-Nr.              | Bild           |
| ------------------------------ | ------------------ | --- | ---------------------- | -------------- |
| Eltmanner Straße 19 (Standort) | Hofeinfahrt        | Quadermauer mit Figur des heiligen Johann Nepomuk, Sandstein, Rokoko, 1748                                                             | D-6-74-133-64 Wikidata | weitere Bilder |
| Grundweg 2 (Standort)          | Ehemaliges Rathaus | Zweigeschossiger und giebelständiger Satteldachbau mit Erdgeschosslaube, Fachwerkgiebel und verschiefertem Dachreiter, 18. Jahrhundert | D-6-74-133-67 Wikidata | weitere Bilder |
| Wallbergweg 5 (Standort)       | Bildstock          | Aufsatz mit Beweinung, Dreifaltigkeit, Maria und heiliger Philippus, Sandstein, spätbarock, 1738, auf erneuertem Schaft                | D-6-74-133-65 Wikidata | Bildstock      |

### Lembach
| Lage                                                                  | Objekt                                  | Beschreibung | Akten-Nr.              | Bild           |
| --------------------------------------------------------------------- | --------------------------------------- | --- | ---------------------- | -------------- |
| Bischof-Pflaum-Straße (Standort)                                      | Jagdgrenzstein                          | Halbrund geschlossen, mit Jagdhorn und Initialen „B.S.W.L“, Sandstein, bez. 1688                                                                      | D-6-74-133-92 Wikidata | weitere Bilder |
| Dürrenberg (Standort)                                                 | Jagdgrenzstein                          | Halbrund geschlossen, mit Jagdhorn und Initialen „B.S.W.L“, Sandstein, bez. 1688                                                                      | D-6-74-133-92 Wikidata | weitere Bilder |
| Weg nach Roßstadt (Standort)                                          | Jagdgrenzstein                          | Halbrund geschlossen, mit Jagdhorn und Initialen „B.S.W.L“, Sandstein, bez. 1688                                                                      | D-6-74-133-92 Wikidata | weitere Bilder |
| Hansenloh, Weg nach Kirchaich (Standort)                              | Wegkapelle                              | Saalbau mit Walmdach und Giebelfassade, Werksteingliederungen in Sandstein, neugotisch, Ende 19. Jahrhundert; mit Ausstattung                         | D-6-74-133-70 Wikidata | weitere Bilder |
| Sand; an der Straße nach Priesendorf (Standort)                       | Wegkreuz                                | Dreinageltypus auf Inschriftsockel, um 1900/1910 | D-6-74-133-69 Wikidata | Wegkreuz       |
| Steinhauserstraße 24 (Standort)                                       | Katholische Filialkirche St Georg       | Saalkirche mit eingezogenem Chor, Walmdach, Dachreiter und Giebelfassade, Werksteingliederungen in Sandstein, 1765, restauriert 1840; mit Ausstattung | D-6-74-133-68 Wikidata | weitere Bilder |
| Steinhauserstraße 24 (Standort)                                       | Friedhofskreuz                          | Dreinageltypus auf Sockel, Sandstein, 1860/80 | D-6-74-133-68 Wikidata | Friedhofskreuz |
| Weg nach Roßstadt (Standort)                                          | Marterl                                 | Stele mit Inschrift, Kruzifix und Satteldach, Sandstein und Gusseisen, um 1930                                                                        | D-6-74-133-99 Wikidata | Marterl        |
| Weg nach Roßstadt; Feldweg nordöstlich des Dorfes (Standort)          | Marterl                                 | Stele mit Kruzifixus und Inschrift, Sandstein und Gusseisen, 1929                                                                                     | D-6-74-133-71 Wikidata | Marterl        |
| an der Kreisstraße HAS 25 zwischen Priesendorf und Lembach (Standort) | Sühnekreuz, sogenannter Pflugscharstein | Vertieft gezeichnet eine Pflugschar und darüber Pflugsäge, wohl zweite Hälfte 14. Jahrhundert                                                         | D-4-71-173-7           | weitere Bilder |

### Limbach
| Lage | Objekt                                   | Beschreibung | Akten-Nr.              | Bild           |
| --- | ---------------------------------------- | --- | ---------------------- | -------------- |
| Hauptstraße 42 (Standort)                                                                                      | Pfarrhaus                                | Zweigeschossiger Walmdachbau mit geohrten Rahmungen, Sandstein, Ende 18. Jahrhundert | D-6-74-133-93 Wikidata | Pfarrhaus      |
| Judeneller (Standort)                                                                                          | Jüdischer Friedhof                       | 1714 angelegt und 1763 erweitert, mit 154 Grabsteinen von 1714 bis 1938, etwa 50 davon auch mit deutschen Inschriften                                                                                  | D-6-74-133-94 Wikidata | weitere Bilder |
| Nähe Staatsstraße 2277, an der Straße nach Sand (Standort)                                                     | Kreuzschlepper                           | Auf Inschriftsockel, Sandstein, barock, 1730, Kreuz teilweise erneuert | D-6-74-133-76 Wikidata | weitere Bilder |
| Zur Wallfahrtskirche (Standort)                                                                                | Bildstock                                | Mariensäule auf Sockel, Aufsatz mit Muttergottes mit Kind im Strahlenkranz, Sandstein, barock 1727 | D-6-74-133-75 Wikidata | weitere Bilder |
| Zur Wallfahrtskirche; östlich der Wallfahrtskirche (Standort)                                                  | Brunnenhaus, sogenanntes Gnadenbrünnlein | Satteldachbau mit Volutengiebel, Sandstein, barock, bezeichnet „1727“ | D-6-74-133-75 Wikidata | weitere Bilder |
| Zur Wallfahrtskirche 23 (Standort)                                                                             | Wallfahrtskirche Mariä Heimsuchung       | Wandpfeilerkirche mit eingezogenem und halbrund geschlossenem Chor, Walmdach und Giebelfassade mit Lisenengliederung, Turm an der Südseite des Chores 1751–1754 von Balthasar Neumann; mit Ausstattung | D-6-74-133-72 Wikidata | weitere Bilder |
| Zur Wallfahrtskirche 19; Zur Wallfahrtskirche 21; Zur Wallfahrtskirche 23; bei der Wallfahrtskirche (Standort) | Friedhofskreuz                           | Dreinageltypus auf Inschriftsockel, Sandstein, neugotisch, 1878 | D-6-74-133-72 Wikidata | Friedhofskreuz |
| Zur Wallfahrtskirche 21; bei der Wallfahrtskirche (Standort)                                                   | Zisterne                                 | Runde Einfassung unter Mansardwalmdach auf vier Pfeilern, Sandstein, zweite Hälfte 18. Jahrhundert | D-6-74-133-72 Wikidata | weitere Bilder |

### Roßstadt
| Lage                                           | Objekt                               | Beschreibung | Akten-Nr.              | Bild           |
| ---------------------------------------------- | ------------------------------------ | --- | ---------------------- | -------------- |
| Kirchweg 7 (Standort)                          | Katholische Filialkirche St Georgius | Saalbau mit Walmdach und eingezogenem Chor, Giebelfassade mit Werksteingliederungen in Sandstein und verschiefertem Dachreiter mit Zwiebelhaube, spätbarock 1748; mit Ausstattung | D-6-74-133-78 Wikidata | weitere Bilder |
| Marlesgrund; westlich des Friedhofs (Standort) | Wegkreuz                             | Dreinageltypus auf Inschriftsockel, Sandstein 1938 | D-6-74-133-81 Wikidata | Wegkreuz       |
| Marlesgrund (Standort)                         | Friedhofskreuz                       | Viernageltypus auf Inschriftsockel, Sandstein, neuromanisch, 1890 | D-6-74-133-80 Wikidata | Friedhofskreuz |
| Schmiedsgasse 1 (Standort)                     | Wohnhaus                             | Zweigeschossiger und traufständiger Satteldachbau mit Fachwerkobergeschoss und Werksteingliederungen in Sandstein, bezeichnet „1770“, im Kern 17. Jahrhundert                     | D-6-74-133-79 Wikidata | Wohnhaus       |

### Weisbrunn
| Lage                                                | Objekt     | Beschreibung                                                                     | Akten-Nr.               | Bild           |
| --------------------------------------------------- | ---------- | -------------------------------------------------------------------------------- | ----------------------- | -------------- |
| Daxbau; am Fußweg nach Eltmann (Standort)           | Wegkapelle | 1831                                                                             | D-6-74-133-113 Wikidata | Wegkapelle     |
| Eltmanner Weg; gegenüber Eltmanner Weg 7 (Standort) | Wegkapelle | Offenes Gehäuse mit Frontpilastern auf profilierter Mensa, Sandstein, um 1840/50 | D-6-74-133-84 Wikidata  | BW             |
| Herrnäcker (Standort)                               | Bildstock  | Kantpfeiler, Aufsatz mit Gnadenstuhlrelief, Sandstein, um 1925                   | D-6-74-133-96 Wikidata  | BW             |
| Naßgeilung; alte Straße nach Trossenfurt (Standort) | Wegkapelle | Offenes Gehäuse mit Satteldach, bossierte Sandsteinquader, 1927                  | D-6-74-133-85 Wikidata  | weitere Bilder |

## Abgegangene Baudenkmäler
In diesem Abschnitt sind Objekte aufgeführt, die früher einmal in der Denkmalliste eingetragen waren, jetzt aber nicht mehr existieren, z. B. weil sie abgebrochen wurden. Aktennummern in diesem Abschnitt sind ehemalige, jetzt nicht mehr gültige Aktennummern.

| Lage                            | Objekt   | Beschreibung | Akten-Nr.              | Bild           |
| ------------------------------- | -------- | --- | ---------------------- | -------------- |
| Eltmann Marktplatz 3 (Standort) | Wohnhaus | Nach Süden eingeschossiger und giebelständiger Halbwalmdachbau mit geohrten Rahmungen in Sandstein, 16.–18. Jahrhundert, nach Norden zweigeschossiger und giebelständiger Steilsatteldachbau über hohem Kellersockel, mit Fachwerkobergeschoss, um 1600; im November oder Dezember 2018 abgebrochen | D-6-74-133-33 Wikidata | weitere Bilder |